# Magnesia Litera 2019
Magnesia Litera 2019 je 18. ročník cen Magnesia Litera.

## Ceny a nominace

### Kniha roku
- Radka Denemarková: Hodiny z olova

### Litera za prózu
- Pavla Horáková: Teorie podivnosti
- Radka Denemarková: Hodiny z olova
- Jiří Kamen: Elvis ze Záluží
- Tereza Semotamová: Ve skříni
- Petr Stančík: Nulorožec
- Michal Šanda: Hemingwayův býk

### Moleskine Litera za poezii
- Ivan Wernisch: Pernambuco
- Petr Borkovec: Herbář k čemusi horšímu
- Kamil Bouška: Inventura

### Litera za knihu pro děti a mládež
- Vendula Borůvková: 1918 aneb Jak jsem dal gól přes celé Československo
- Bára Dočkalová: Tajemství oblázkové hory
- Vojtěch Matocha: Prašina

### Litera za naučnou literaturu
- Jan Votýpka, Iva Kolářová, Petr Horák a kol.: O parazitech a lidech
- Ota Konrád, Rudolf Kučera: Cesty z apokalypsy: Fyzické násilí v pádu a obnově střední Evropy 1914–1922
- Martin C. Putna: Obrazy z kulturních dějin Střední Evropy

### Litera za nakladatelský čin
- Spisy Bohumila Hrabala 1–7 (Mladá fronta)
- Pavel Kořínek, Lucie Kořínková (eds.): Punťa: Zapomenutý hrdina českého komiksu (1934–1942) (Akropolis)
- Michal Přibáň a kol.: Český literární samizdat: 1949–1989 (Academia/ÚČL AV)

### Litera za překladovou knihu
- Morten A. Strøksnes: Kniha o moři: Umění lovit ve čtyřech ročních obdobích na otevřeném moři z gumového člunu žraloka grónského (přeložila Jarka Vrbová)
- Viktor Horváth: Můj tank (přeložila Simona Kolmanová)
- Han Kang: Kde kvete tráva (přeložila Petra Ben-Ari)

### Litera za publicistiku
- Jacques Rupnik: Střední Evropa je jako pták s očima vzadu
- Tomáš Sedláček: Druhá derivace touhy
- Jakub Szántó: Za oponou války: Zpravodajem nejen na Blízkém východě

### DILIA Litera pro objev roku
- Anna Cima: Probudím se na Šibuji
- Petr Gajdošík: František Vláčil: Život a dílo
- Štěpán Hobza: Ferrari v džungli

### Magnesia Blog roku
- Michaela Duffková: Zápisník alkoholičky
- Jiří Černý: Načerno
- Marian Kechlibar: Kechlibar.net
- Jan Malinda: Zelenobílá vykrádačka
- Žena filmového kritika
- Petr Tomšů: Strach.cz

### Kosmas Cena čtenářů
- Jakub Szántó: Za oponou války: Zpravodajem nejen na Blízkém východě